# Кубинський повіт
Кубинський повіт — адміністративна одиниця у складі Каспійської області, Дербентської губернії, Бакинської губернії та Азербайджанської РСР. Центр — місто Куба.

## Адміністративний поділ
У 1926 році повіт поділявся на 15 ділянок: Анихську, Біліджинську, Будугську, Гільську, Дівічинську, Дузтаїрську, Конахкендську, Кусарську, Кюмюр-Дахнінську, Нюгединську, Рустовську, Хазринську, Хачмазьку, Худатську, Яламінську.

## Історія
Кубинський повіт було утворено 1840 року у складі Каспійської області. У 1846 році віднесено до Дербентської губернії, у 1860 — до Бакинської. У 1920 році Кубинський повіт став частиною Азербайджанської РСР.
Скасовано 1929 року.

## Населення
За даними перепису 1897 року у повіті проживало 183,2 тис. чол. В тому числі азербайджанці й татари — 8,3 %, тати — 5,3 %, лезгини — 74,4 %, шахдазькі народи — 6,3 %; євреї — 2,2 %; росіяни — 1,4 %  У повітовому місті Кубі проживало 15 363 чол. 